# 重川茉弥
重川 茉弥（しげかわ まや、2004年〈平成16年〉1月24日 - ）は、日本のモデル。大阪府寝屋川市出身。

## 経歴
- 2018年、TikTokをきっかけにスカウトされ芸能界入り。
- 2019年3月15日、Abemaで配信されている恋愛リアリティ番組『今日、好きになりました。』のハワイ編に出演し、前田俊とカップル成立となった。(愛称は“しゅんまや”)
- 2019年から2020年まで『今日、好きになりました。』の音楽グループ「みぎてやじるし ひだりてはーと」に所属。
- 2020年4月21日、前田俊(当時17歳)と16歳で婚約、妊娠8か月を発表[1]。
- 同年6月19日、同月15日に婚姻届を提出したことを前田俊のInstagramにて発表した[2]。
- 同年7月10日、同月9日に第1子となる女児を出産したことを発表した[3]
- 2021年、アパレルブランド「мililoa(ミリロア)」をプロデュース[4]。
- 2022年6月5日、第2子妊娠（4か月）を発表[5][6]。
- 同年11月30日、同月28日に第2子となる男児を出産したことを発表した[7]。
- 2025年2月16日、自身のInstagramにて前田との離婚を発表した[8]。

## 人物
特技は、遠投・口の中でさくらんぼを枝結びすること。

## 出演

### テレビ
- 今日、好きになりました。第17弾（2019年4月、AbemaTV）
- 全国JKDKガチ投票！今本当に流行ってるもの選挙2019夏（2019年、AbemaTV）
- JKキングダム（2019年、AbemaTV）
- JK列車「和歌山 加太さかな線」（2019年、NHK）
- 普通の女子高生だったはずの私が16才でママになって知ったことは、（2021年、AbemaTV）
- ふたりで旅に出ませんか？まなまや編（2021年、AbemaTV）

### 映画
- 味噌カレー牛乳ラーメンってめぇ〜の?（2022年4月15日、シネブリッジ） - ユメ 役（声優出演）[9]

### 広告
- フリュー moru イメージモデル
- ファミリーマート キャンペーンアンバサダー（2019年）
- DleepyTown×Manamaya 2020ss Pre-Collection しまむら×まやりん コラボ商品
- Amaris Mililoa BEAUTY One Day Contact Lenses（2022年 - ） - プロデュース[10]
- 厚生労働省 スマート保健相談室

### イベント
- 超十代-ULTRA TEENS FES-2019＠TOKYO
- Cinderella Fes Vol.6
- FASHION LEADERS 2019 S/S
- Lia Fur COLLECTION JAPAN in Tokyo 2019
- #原宿マジだいはつ 原宿ジャック
- TGC teen 2019 Summer
- 超十代presents〜超夏休み2019〜
- Rakuten GirlsAward 2019 A/W
- FASHIONLEADERS 2019 A/W
- 超十代2020 デジタル
- EXIA Presents 関西コレクション 2021A/W
- EXIA Presents 関西コレクション 2022S/S
- EXIA Presents KANSAI COLLECTION 2022 AUTUMN & WINTER
- KANSAI COLLECTION 2023 S／S
- 2023年5月14日「TORACO　DAY」スペシャルイベント[11]
- TGC teen 2023 Summer 8月4日

### その他
- 岸谷香 『レミニセンス』MV

## 書籍
- あの日、好きになって470日（2020年7月7日、扶桑社）ISBN 978-4-59408-506-3
- とくべつないつも（2021年7月7日、扶桑社）ISBN 978-4-59408-846-0